# کلیسای جامع پیل
کلیسای جامع پیل (انگلیسی: Peel Cathedral) یک کلیسای جامع در شهر پیل، جزیره من است.
ساختمان کنونی این کلیسا مابین سال‌های ۱۸۷۹ تا ۱۸۸۴ میلادی ساخته شده و از سال ۱۸۹۰ به کلیسای جامع تبدیل شده است.